# Grottes de Mira de Aire
Les grottes de Mira de Aire sont un groupe de grottes calcaires situées dans la freguesia de Mira de Aire, sur le territoire de la municipalité de Porto de Mós (district de Leiria, Portugal).

## Historique
Les grottes furent découvertes le 27 juillet 1947, année des premières tentatives d'exploration. Cependant, ce n'est qu'en septembre 1953 que le tracé complet des grottes, tel qu'il est aujourd'hui, a été connu. Elles sont situées dans le massif calcaire d'Estremenho (pt), une zone d'environ 900 km2  composée de roches calcaires très compactes et dures. L'action de l'eau sur le calcaire provoque la création de dolines souterraines. 

## Description
La profondeur maximale des grottes est de 110 m mètres. La grotte des Moinhos Velhos est la plus grande grotte, s'étendant sur 11 km, bien que seules les premières centaines de mètres soient accessibles. Les autres grottes qui composent le complexe sont la Gruta da Contenda et la Gruta da Pena.

## Galerie

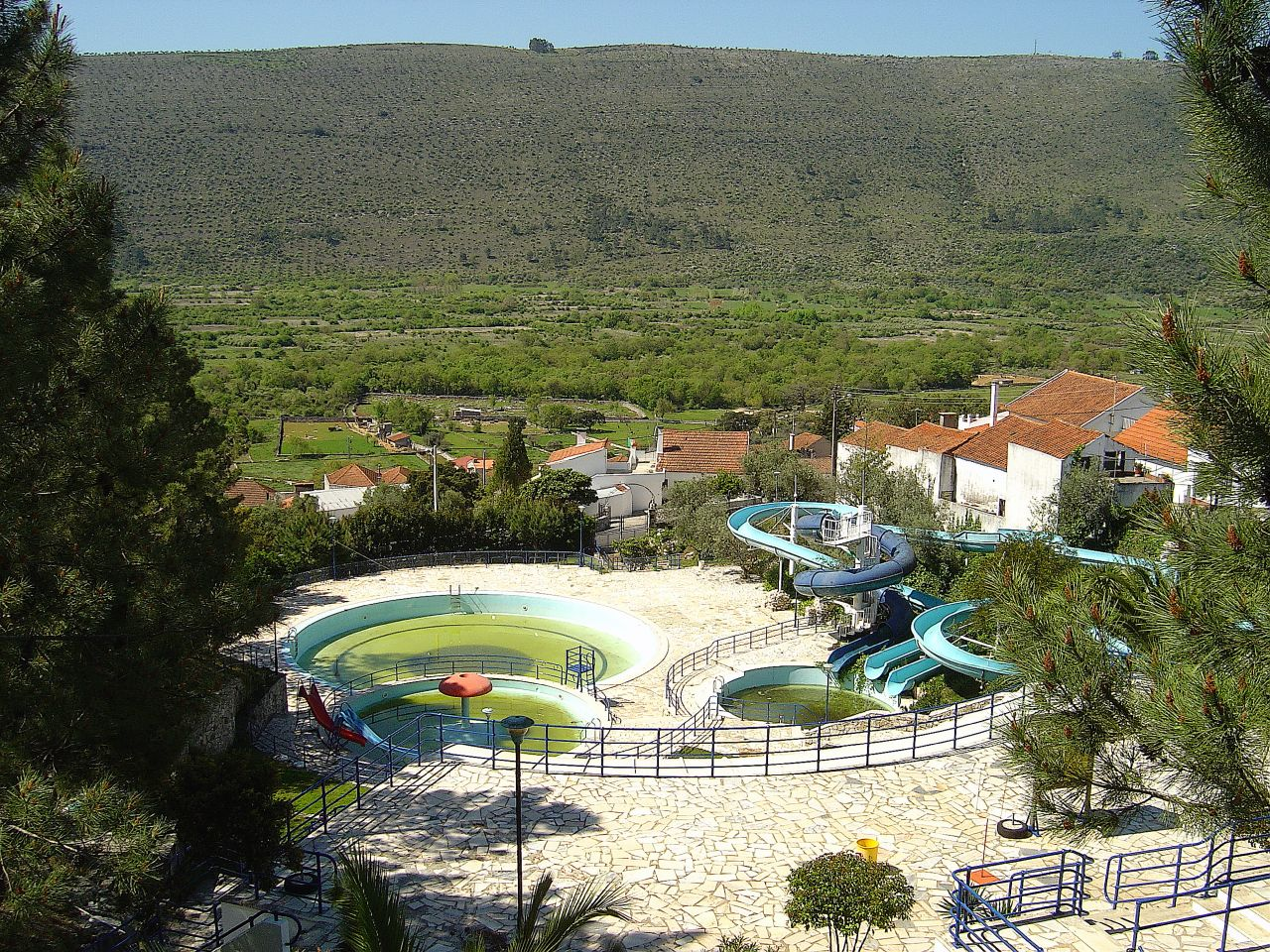
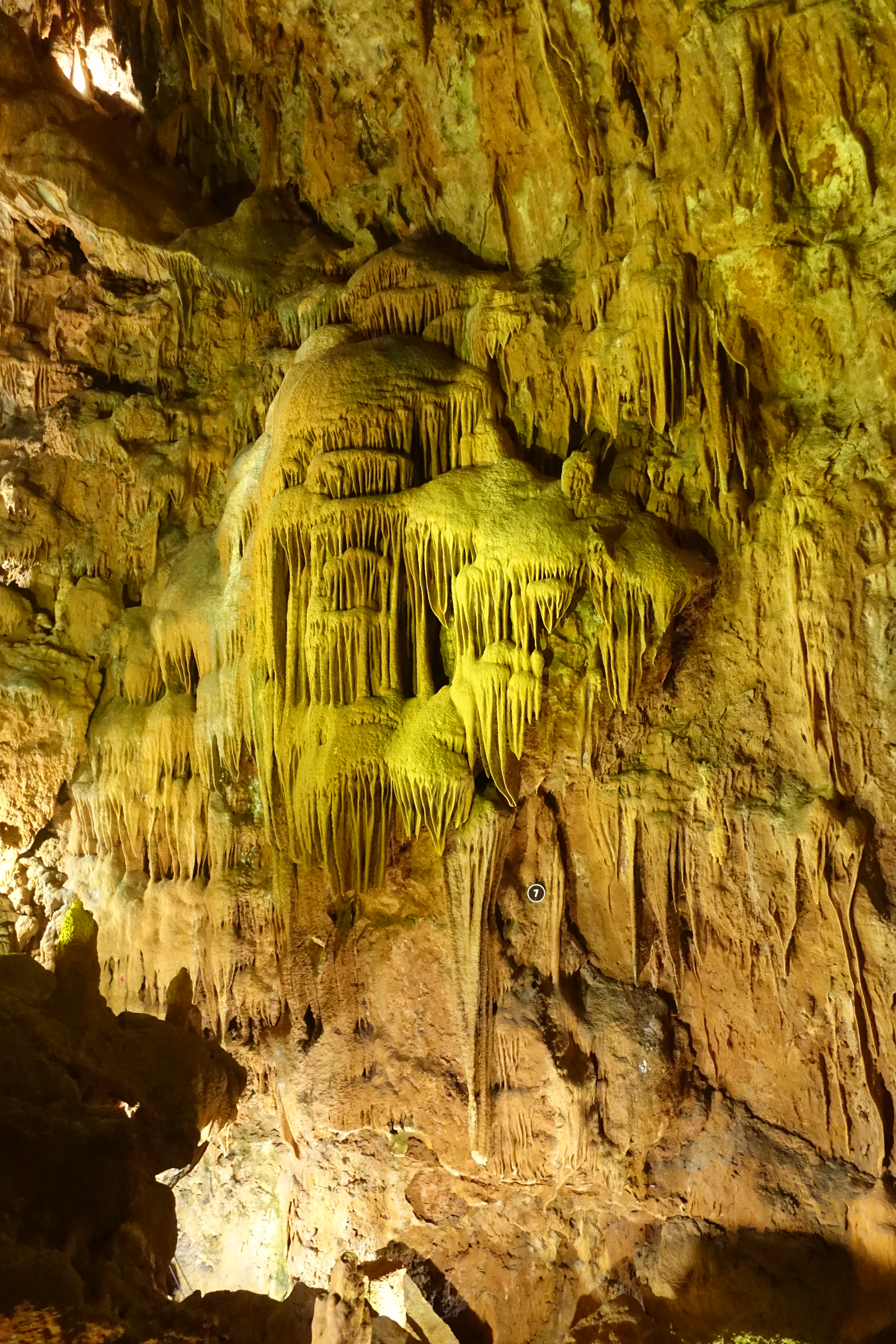